# Irské námořnictvo
Irské námořnictvo (an tSeirbhís Chabhlaigh) je součástí irských obranných sil. Jádro tohoto malého námořnictva tvoří oceánské a pobřežní hlídkové lodě. Mezi jeho hlavní úkoly patří pobřežní obrana, hlídkování v teritoriálních vodách a ochrana rybolovu. V roce 2008 námořnictvo tvořilo 1000 příslušníků a 450 rezervistů. Roku 2024 provozovalo osm hlídkových lodí. Hlavní základnou irského námořnictva je ostrov Haulbowline v hrabství Cork.
Součástí jména irských válečných lodí tvoří prefix LÉ, zkratka označení irská loď – Long Éireannach.

## Historie

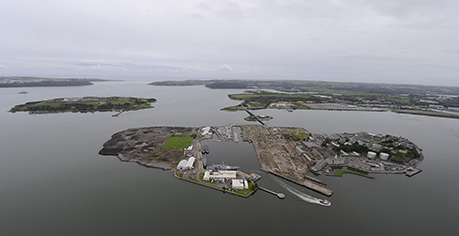
Haulbowline

Moderní irské námořnictvo vzniklo roku 1946. Ve stejném roce země zakoupila trojici korvet třídy Flower – LÉ Macha (01), LÉ Maev (02) a LÉ Cliona (03). Cliona a Macha přitom byly v letech 1966–1967 přestavěny na lodě pro ochranu rybolovu. Jejich náhradou se roku 1971 staly tři britské minolovky třídy Ton – LÉ Banba (CM11), LÉ Fola (CM12) a LÉ Grainne (CM10), které byly vyřazeny do konce 80. let. První válečnou lodí postavenou v domácích loděnicích se roku 1972 stala LÉ Deirdre (P20), která se tsala první oceánskou hlídkovou lodí určenou k ochraně výlučné námořní ekonomické zóny irska, jejíž hranice se posunula z 12 na 200 mil od pobřeží. Na Deirdre přitom navázaly tři jednotky vylepšené třídy Emer (LÉ Emer (P21), LÉ Aoife (P22) a LÉ Aisling (P23)). K výcviku byla v 70. letech zakoupena loď LÉ Setanta (A15), kterou po jejím sešrotování v polovině 80. let nahradila cvičná loď LÉ Ferdia (A16).
Od novozélandského námořnictva byly roku 2022 získány dvě relativně nové pobřežní hlídkové lodě Třída Protector. Nový Zéland je vyřadil roku 2019 už po desetileté službě. Irko je získalo jako náhradu hlídkových lodí třídy Peacock LÉ Ciara (P42) a LÉ Orla (P41), pocházející z poloviny 80. let. Obě plavidla byla do služby přijata v září 2024 jako LÉ Aoibhinn (P71) a LÉ Gobnait (P72).

## Složení

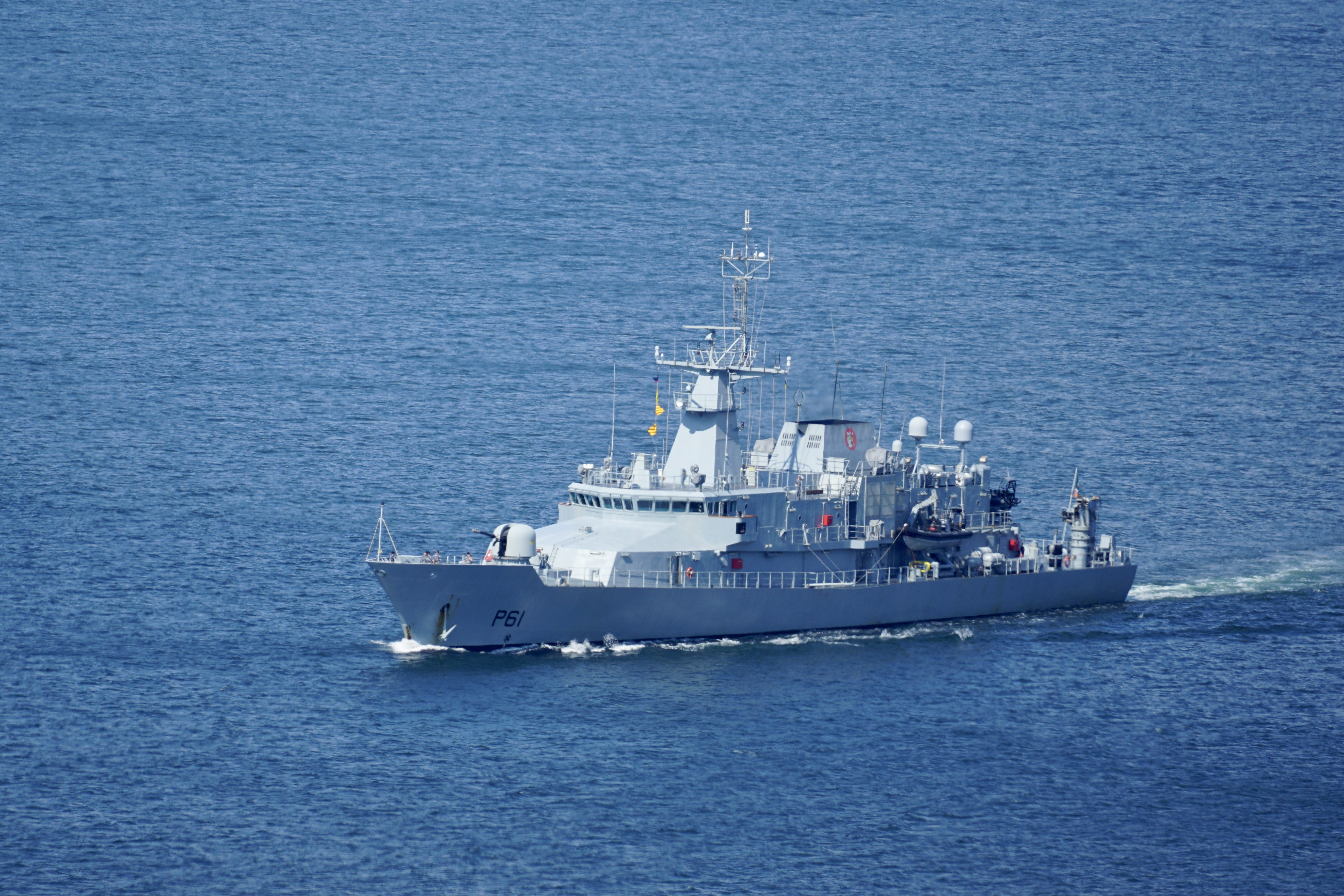
Samuel Beckett

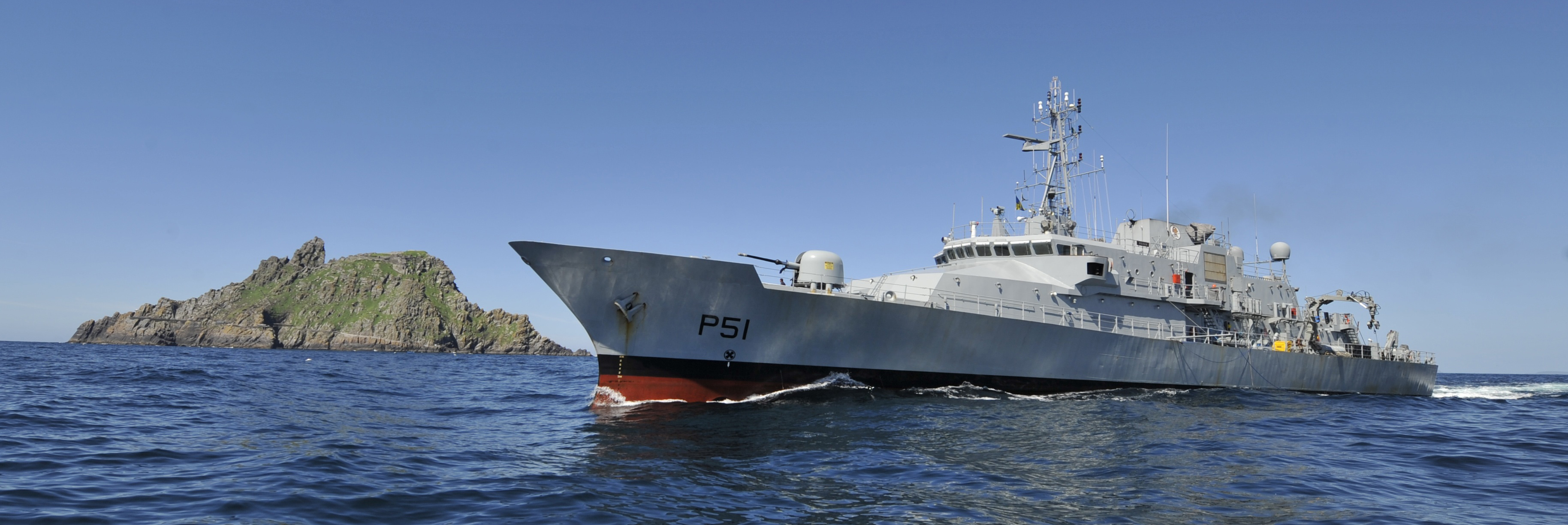
Róisín

- Třída Samuel Beckett
  - LÉ Samuel Beckett (P61)
  - LÉ James Joyce (P62)
  - LÉ William Butler Yeats (P63)
  - LÉ George Bernard Shaw (P64)

- Třída Róisín
  - LÉ Róisín (P51)
  - LÉ Niamh (P52)

- Třída Protector
  - LÉ Aoibhinn (P71)
  - LÉ Gobnait (P72)